# Zelfbeheersing
Zelfbeheersing is het in bedwang houden van de innerlijke aandrang, driften, impulsen en emoties. Een andere definitie omschrijft zelfbeheersing als "het vermogen om ongewenste impulsen en gedragingen te veranderen om deze in overeenstemming te brengen met interne en externe standaarden".
Het is een bewuste executieve functie van de hersenen, een cognitief proces dat nodig is voor de controle van iemands gedrag, vaak om een specifiek doel te bereiken. Een verwant concept in de psychologie is inhibitie, wat ook onbewuste onderdrukkingen van gedrag omvat. Er zijn aanwijzingen dat verschillende gebieden in de prefrontale cortex hierbij een rol vervullen. Zo zouden de rechter gyrus frontalis inferior en gyrus frontalis medius vooral een rol spelen bij het remmen van respectievelijk motoriek en geheugenprocessen.
Zelfbeheersing vormt een belangrijk element van normaal menselijk gedrag. Ongeremdheid, het onvermogen om bepaalde prikkels te kunnen onderdrukken, kan leiden tot ongepast gedrag, impulsiviteit (stoornis in de impulsbeheersing) en concentratiestoornissen.
De erfelijkheid van zelfbeheersing ligt volgens een metastudie rond de 60%.